# Псевдо-ле Гранд тема
Те́ма псевдо-ле Гранд — тема в шаховій композиції ортодоксального жанру. Суть теми — переміна функцій ходів білих фігур з чергуванням загрози і мату у варіанті на різні захисти чорних.

## Історія
Ця ідея походить від теми ле Гранд, в результаті її подальшої розробки.
Для вираження ідеї повинно бути дві фази — хибний хід  і рішення, в кожній фазі є тематичний варіант захисту, причому ці ходи чорних є різні. У двох тематичних фазах проходить чергування зміни функцій ходу білих фігур —  загроза мату в одній фазі стає матуючим ходом в другій фазі і відповідно матуючий хід білих першої фази стає загрозою у другій фазі, мати у кожній фазі, як вказано вище, проходять на різні ходи чорних.
Ця ідея дістала назву — тема псевдо-ле Гранд.
Алгоритм вираження теми псевдо-ле Гранд:
1. X? ~ 2. A # 1. ... a 2. B #
1. Y!  ~ 2. B # 1. ... b 2. A #

## Синтез теми з іншими темами
Своєрідність вираження теми, зокрема переміна функцій ходів білих фігур, дає можливість виразити тему в синтезі з іншими темами.
|   | a | b | c | d | e | f | g | h |   |
| 8 | g8 білий слон · a7 чорний слон · g7 білий король · c6 біла тура · d5 білий кінь · e5 чорний король · f5 чорний пішак · d4 білий кінь · e4 білий пішак · h3 біла тура · g2 білий ферзь · b1 чорний слон | g8 білий слон · a7 чорний слон · g7 білий король · c6 біла тура · d5 білий кінь · e5 чорний король · f5 чорний пішак · d4 білий кінь · e4 білий пішак · h3 біла тура · g2 білий ферзь · b1 чорний слон | g8 білий слон · a7 чорний слон · g7 білий король · c6 біла тура · d5 білий кінь · e5 чорний король · f5 чорний пішак · d4 білий кінь · e4 білий пішак · h3 біла тура · g2 білий ферзь · b1 чорний слон | g8 білий слон · a7 чорний слон · g7 білий король · c6 біла тура · d5 білий кінь · e5 чорний король · f5 чорний пішак · d4 білий кінь · e4 білий пішак · h3 біла тура · g2 білий ферзь · b1 чорний слон | g8 білий слон · a7 чорний слон · g7 білий король · c6 біла тура · d5 білий кінь · e5 чорний король · f5 чорний пішак · d4 білий кінь · e4 білий пішак · h3 біла тура · g2 білий ферзь · b1 чорний слон | g8 білий слон · a7 чорний слон · g7 білий король · c6 біла тура · d5 білий кінь · e5 чорний король · f5 чорний пішак · d4 білий кінь · e4 білий пішак · h3 біла тура · g2 білий ферзь · b1 чорний слон | g8 білий слон · a7 чорний слон · g7 білий король · c6 біла тура · d5 білий кінь · e5 чорний король · f5 чорний пішак · d4 білий кінь · e4 білий пішак · h3 біла тура · g2 білий ферзь · b1 чорний слон | g8 білий слон · a7 чорний слон · g7 білий король · c6 біла тура · d5 білий кінь · e5 чорний король · f5 чорний пішак · d4 білий кінь · e4 білий пішак · h3 біла тура · g2 білий ферзь · b1 чорний слон | 8 |
| 7 | g8 білий слон · a7 чорний слон · g7 білий король · c6 біла тура · d5 білий кінь · e5 чорний король · f5 чорний пішак · d4 білий кінь · e4 білий пішак · h3 біла тура · g2 білий ферзь · b1 чорний слон | g8 білий слон · a7 чорний слон · g7 білий король · c6 біла тура · d5 білий кінь · e5 чорний король · f5 чорний пішак · d4 білий кінь · e4 білий пішак · h3 біла тура · g2 білий ферзь · b1 чорний слон | g8 білий слон · a7 чорний слон · g7 білий король · c6 біла тура · d5 білий кінь · e5 чорний король · f5 чорний пішак · d4 білий кінь · e4 білий пішак · h3 біла тура · g2 білий ферзь · b1 чорний слон | g8 білий слон · a7 чорний слон · g7 білий король · c6 біла тура · d5 білий кінь · e5 чорний король · f5 чорний пішак · d4 білий кінь · e4 білий пішак · h3 біла тура · g2 білий ферзь · b1 чорний слон | g8 білий слон · a7 чорний слон · g7 білий король · c6 біла тура · d5 білий кінь · e5 чорний король · f5 чорний пішак · d4 білий кінь · e4 білий пішак · h3 біла тура · g2 білий ферзь · b1 чорний слон | g8 білий слон · a7 чорний слон · g7 білий король · c6 біла тура · d5 білий кінь · e5 чорний король · f5 чорний пішак · d4 білий кінь · e4 білий пішак · h3 біла тура · g2 білий ферзь · b1 чорний слон | g8 білий слон · a7 чорний слон · g7 білий король · c6 біла тура · d5 білий кінь · e5 чорний король · f5 чорний пішак · d4 білий кінь · e4 білий пішак · h3 біла тура · g2 білий ферзь · b1 чорний слон | g8 білий слон · a7 чорний слон · g7 білий король · c6 біла тура · d5 білий кінь · e5 чорний король · f5 чорний пішак · d4 білий кінь · e4 білий пішак · h3 біла тура · g2 білий ферзь · b1 чорний слон | 7 |
| 6 | g8 білий слон · a7 чорний слон · g7 білий король · c6 біла тура · d5 білий кінь · e5 чорний король · f5 чорний пішак · d4 білий кінь · e4 білий пішак · h3 біла тура · g2 білий ферзь · b1 чорний слон | g8 білий слон · a7 чорний слон · g7 білий король · c6 біла тура · d5 білий кінь · e5 чорний король · f5 чорний пішак · d4 білий кінь · e4 білий пішак · h3 біла тура · g2 білий ферзь · b1 чорний слон | g8 білий слон · a7 чорний слон · g7 білий король · c6 біла тура · d5 білий кінь · e5 чорний король · f5 чорний пішак · d4 білий кінь · e4 білий пішак · h3 біла тура · g2 білий ферзь · b1 чорний слон | g8 білий слон · a7 чорний слон · g7 білий король · c6 біла тура · d5 білий кінь · e5 чорний король · f5 чорний пішак · d4 білий кінь · e4 білий пішак · h3 біла тура · g2 білий ферзь · b1 чорний слон | g8 білий слон · a7 чорний слон · g7 білий король · c6 біла тура · d5 білий кінь · e5 чорний король · f5 чорний пішак · d4 білий кінь · e4 білий пішак · h3 біла тура · g2 білий ферзь · b1 чорний слон | g8 білий слон · a7 чорний слон · g7 білий король · c6 біла тура · d5 білий кінь · e5 чорний король · f5 чорний пішак · d4 білий кінь · e4 білий пішак · h3 біла тура · g2 білий ферзь · b1 чорний слон | g8 білий слон · a7 чорний слон · g7 білий король · c6 біла тура · d5 білий кінь · e5 чорний король · f5 чорний пішак · d4 білий кінь · e4 білий пішак · h3 біла тура · g2 білий ферзь · b1 чорний слон | g8 білий слон · a7 чорний слон · g7 білий король · c6 біла тура · d5 білий кінь · e5 чорний король · f5 чорний пішак · d4 білий кінь · e4 білий пішак · h3 біла тура · g2 білий ферзь · b1 чорний слон | 6 |
| 5 | g8 білий слон · a7 чорний слон · g7 білий король · c6 біла тура · d5 білий кінь · e5 чорний король · f5 чорний пішак · d4 білий кінь · e4 білий пішак · h3 біла тура · g2 білий ферзь · b1 чорний слон | g8 білий слон · a7 чорний слон · g7 білий король · c6 біла тура · d5 білий кінь · e5 чорний король · f5 чорний пішак · d4 білий кінь · e4 білий пішак · h3 біла тура · g2 білий ферзь · b1 чорний слон | g8 білий слон · a7 чорний слон · g7 білий король · c6 біла тура · d5 білий кінь · e5 чорний король · f5 чорний пішак · d4 білий кінь · e4 білий пішак · h3 біла тура · g2 білий ферзь · b1 чорний слон | g8 білий слон · a7 чорний слон · g7 білий король · c6 біла тура · d5 білий кінь · e5 чорний король · f5 чорний пішак · d4 білий кінь · e4 білий пішак · h3 біла тура · g2 білий ферзь · b1 чорний слон | g8 білий слон · a7 чорний слон · g7 білий король · c6 біла тура · d5 білий кінь · e5 чорний король · f5 чорний пішак · d4 білий кінь · e4 білий пішак · h3 біла тура · g2 білий ферзь · b1 чорний слон | g8 білий слон · a7 чорний слон · g7 білий король · c6 біла тура · d5 білий кінь · e5 чорний король · f5 чорний пішак · d4 білий кінь · e4 білий пішак · h3 біла тура · g2 білий ферзь · b1 чорний слон | g8 білий слон · a7 чорний слон · g7 білий король · c6 біла тура · d5 білий кінь · e5 чорний король · f5 чорний пішак · d4 білий кінь · e4 білий пішак · h3 біла тура · g2 білий ферзь · b1 чорний слон | g8 білий слон · a7 чорний слон · g7 білий король · c6 біла тура · d5 білий кінь · e5 чорний король · f5 чорний пішак · d4 білий кінь · e4 білий пішак · h3 біла тура · g2 білий ферзь · b1 чорний слон | 5 |
| 4 | g8 білий слон · a7 чорний слон · g7 білий король · c6 біла тура · d5 білий кінь · e5 чорний король · f5 чорний пішак · d4 білий кінь · e4 білий пішак · h3 біла тура · g2 білий ферзь · b1 чорний слон | g8 білий слон · a7 чорний слон · g7 білий король · c6 біла тура · d5 білий кінь · e5 чорний король · f5 чорний пішак · d4 білий кінь · e4 білий пішак · h3 біла тура · g2 білий ферзь · b1 чорний слон | g8 білий слон · a7 чорний слон · g7 білий король · c6 біла тура · d5 білий кінь · e5 чорний король · f5 чорний пішак · d4 білий кінь · e4 білий пішак · h3 біла тура · g2 білий ферзь · b1 чорний слон | g8 білий слон · a7 чорний слон · g7 білий король · c6 біла тура · d5 білий кінь · e5 чорний король · f5 чорний пішак · d4 білий кінь · e4 білий пішак · h3 біла тура · g2 білий ферзь · b1 чорний слон | g8 білий слон · a7 чорний слон · g7 білий король · c6 біла тура · d5 білий кінь · e5 чорний король · f5 чорний пішак · d4 білий кінь · e4 білий пішак · h3 біла тура · g2 білий ферзь · b1 чорний слон | g8 білий слон · a7 чорний слон · g7 білий король · c6 біла тура · d5 білий кінь · e5 чорний король · f5 чорний пішак · d4 білий кінь · e4 білий пішак · h3 біла тура · g2 білий ферзь · b1 чорний слон | g8 білий слон · a7 чорний слон · g7 білий король · c6 біла тура · d5 білий кінь · e5 чорний король · f5 чорний пішак · d4 білий кінь · e4 білий пішак · h3 біла тура · g2 білий ферзь · b1 чорний слон | g8 білий слон · a7 чорний слон · g7 білий король · c6 біла тура · d5 білий кінь · e5 чорний король · f5 чорний пішак · d4 білий кінь · e4 білий пішак · h3 біла тура · g2 білий ферзь · b1 чорний слон | 4 |
| 3 | g8 білий слон · a7 чорний слон · g7 білий король · c6 біла тура · d5 білий кінь · e5 чорний король · f5 чорний пішак · d4 білий кінь · e4 білий пішак · h3 біла тура · g2 білий ферзь · b1 чорний слон | g8 білий слон · a7 чорний слон · g7 білий король · c6 біла тура · d5 білий кінь · e5 чорний король · f5 чорний пішак · d4 білий кінь · e4 білий пішак · h3 біла тура · g2 білий ферзь · b1 чорний слон | g8 білий слон · a7 чорний слон · g7 білий король · c6 біла тура · d5 білий кінь · e5 чорний король · f5 чорний пішак · d4 білий кінь · e4 білий пішак · h3 біла тура · g2 білий ферзь · b1 чорний слон | g8 білий слон · a7 чорний слон · g7 білий король · c6 біла тура · d5 білий кінь · e5 чорний король · f5 чорний пішак · d4 білий кінь · e4 білий пішак · h3 біла тура · g2 білий ферзь · b1 чорний слон | g8 білий слон · a7 чорний слон · g7 білий король · c6 біла тура · d5 білий кінь · e5 чорний король · f5 чорний пішак · d4 білий кінь · e4 білий пішак · h3 біла тура · g2 білий ферзь · b1 чорний слон | g8 білий слон · a7 чорний слон · g7 білий король · c6 біла тура · d5 білий кінь · e5 чорний король · f5 чорний пішак · d4 білий кінь · e4 білий пішак · h3 біла тура · g2 білий ферзь · b1 чорний слон | g8 білий слон · a7 чорний слон · g7 білий король · c6 біла тура · d5 білий кінь · e5 чорний король · f5 чорний пішак · d4 білий кінь · e4 білий пішак · h3 біла тура · g2 білий ферзь · b1 чорний слон | g8 білий слон · a7 чорний слон · g7 білий король · c6 біла тура · d5 білий кінь · e5 чорний король · f5 чорний пішак · d4 білий кінь · e4 білий пішак · h3 біла тура · g2 білий ферзь · b1 чорний слон | 3 |
| 2 | g8 білий слон · a7 чорний слон · g7 білий король · c6 біла тура · d5 білий кінь · e5 чорний король · f5 чорний пішак · d4 білий кінь · e4 білий пішак · h3 біла тура · g2 білий ферзь · b1 чорний слон | g8 білий слон · a7 чорний слон · g7 білий король · c6 біла тура · d5 білий кінь · e5 чорний король · f5 чорний пішак · d4 білий кінь · e4 білий пішак · h3 біла тура · g2 білий ферзь · b1 чорний слон | g8 білий слон · a7 чорний слон · g7 білий король · c6 біла тура · d5 білий кінь · e5 чорний король · f5 чорний пішак · d4 білий кінь · e4 білий пішак · h3 біла тура · g2 білий ферзь · b1 чорний слон | g8 білий слон · a7 чорний слон · g7 білий король · c6 біла тура · d5 білий кінь · e5 чорний король · f5 чорний пішак · d4 білий кінь · e4 білий пішак · h3 біла тура · g2 білий ферзь · b1 чорний слон | g8 білий слон · a7 чорний слон · g7 білий король · c6 біла тура · d5 білий кінь · e5 чорний король · f5 чорний пішак · d4 білий кінь · e4 білий пішак · h3 біла тура · g2 білий ферзь · b1 чорний слон | g8 білий слон · a7 чорний слон · g7 білий король · c6 біла тура · d5 білий кінь · e5 чорний король · f5 чорний пішак · d4 білий кінь · e4 білий пішак · h3 біла тура · g2 білий ферзь · b1 чорний слон | g8 білий слон · a7 чорний слон · g7 білий король · c6 біла тура · d5 білий кінь · e5 чорний король · f5 чорний пішак · d4 білий кінь · e4 білий пішак · h3 біла тура · g2 білий ферзь · b1 чорний слон | g8 білий слон · a7 чорний слон · g7 білий король · c6 біла тура · d5 білий кінь · e5 чорний король · f5 чорний пішак · d4 білий кінь · e4 білий пішак · h3 біла тура · g2 білий ферзь · b1 чорний слон | 2 |
| 1 | g8 білий слон · a7 чорний слон · g7 білий король · c6 біла тура · d5 білий кінь · e5 чорний король · f5 чорний пішак · d4 білий кінь · e4 білий пішак · h3 біла тура · g2 білий ферзь · b1 чорний слон | g8 білий слон · a7 чорний слон · g7 білий король · c6 біла тура · d5 білий кінь · e5 чорний король · f5 чорний пішак · d4 білий кінь · e4 білий пішак · h3 біла тура · g2 білий ферзь · b1 чорний слон | g8 білий слон · a7 чорний слон · g7 білий король · c6 біла тура · d5 білий кінь · e5 чорний король · f5 чорний пішак · d4 білий кінь · e4 білий пішак · h3 біла тура · g2 білий ферзь · b1 чорний слон | g8 білий слон · a7 чорний слон · g7 білий король · c6 біла тура · d5 білий кінь · e5 чорний король · f5 чорний пішак · d4 білий кінь · e4 білий пішак · h3 біла тура · g2 білий ферзь · b1 чорний слон | g8 білий слон · a7 чорний слон · g7 білий король · c6 біла тура · d5 білий кінь · e5 чорний король · f5 чорний пішак · d4 білий кінь · e4 білий пішак · h3 біла тура · g2 білий ферзь · b1 чорний слон | g8 білий слон · a7 чорний слон · g7 білий король · c6 біла тура · d5 білий кінь · e5 чорний король · f5 чорний пішак · d4 білий кінь · e4 білий пішак · h3 біла тура · g2 білий ферзь · b1 чорний слон | g8 білий слон · a7 чорний слон · g7 білий король · c6 біла тура · d5 білий кінь · e5 чорний король · f5 чорний пішак · d4 білий кінь · e4 білий пішак · h3 біла тура · g2 білий ферзь · b1 чорний слон | g8 білий слон · a7 чорний слон · g7 білий король · c6 біла тура · d5 білий кінь · e5 чорний король · f5 чорний пішак · d4 білий кінь · e4 білий пішак · h3 біла тура · g2 білий ферзь · b1 чорний слон | 1 |
|   | a | b | c | d | e | f | g | h |   |

1. Te3? ~ 2. Sf3# (A)
1. ... Kd4 2. Db2#
1. ... Ld4 (a) 2. Te6# (B), 1. ... fe!
1. Db2! ~ 2. Te6# (B)
1. ... Ke4 2. Te3#
1. ... Le4 (b) 2. Sf3# (A)
- — - — - — -
1. ... fe 2. Th5#
В задачі виражено синтез теми псевдо-ле Гранд і теми псевдо-Салазара.